# Область інтересу

Область інтересу, для якої нерівність Маркова дає нижню межу.

Область інтересів (ОІ, англ. region of interest або ROI) — обрана підмножина зразків набору даних, визначена для конкретної мети. Означена концепція зазвичай використовується у прикладних галузях. Наприклад, у рентгенології, межу пухлини можна визначити на зображенні, для визначення її розмірів. Ендокардіальну межу можна визначити на зображенні, можливо, на різних фазах серцевого циклу, наприклад кінцевої систоли та кінцевої діастоли, з метою оцінки функціонування серця. У географічній інформаційній системі (ГІС), ОІ можна прийняти буквально як багатокутну вибірку за допомогою 2D карти. У комп'ютерному зорі й оптичному розпізнаванні символів, ОІ визначає межі об'єктів. У багатьох застосунках, символічні (текстові) позначки додаються в OI, для опису їх змісту більш компактним чином. OI може містити точки інтересу (POI, Points Of Interest).

## Приклади областей, що становлять інтерес
- 1D набір даних: часовий або частотний інтервал чи сигнал;
- 2D набір даних: межа об'єкту на зображенні;
- 3D набір даних: контури або поверхні, які окреслюють об'єкт;
- 4D набір даних: контури об'єкту на просторовому та/або часовому інтервалі.

OI є формою коментаря, часто асоційована з категоріальною або кількісною інформацією (наприклад, такі вимірювання, як обсяг або середня інтенсивність), вираженою у вигляді тексту або у структурованій формі.

### Мета кодування OI
Є три принципово різні мети для кодування OI:
- Як складова частина зразка набору даних, з унікальним або виключним значенням, яке може бути або може не бути поза нормальним діапазоном значень, і які позначено, як окремі комірки даних;
- Як окрема, виключно графічна інформація, така як векторні або растрові зображення, можливо, з відповідним пояснювальним текстом у форматі самих даних;
- Як відокремлена структурована семантична інформація (такі як закодовані типи значень) з набором просторових та/або часових координат.

## Медична візуалізація

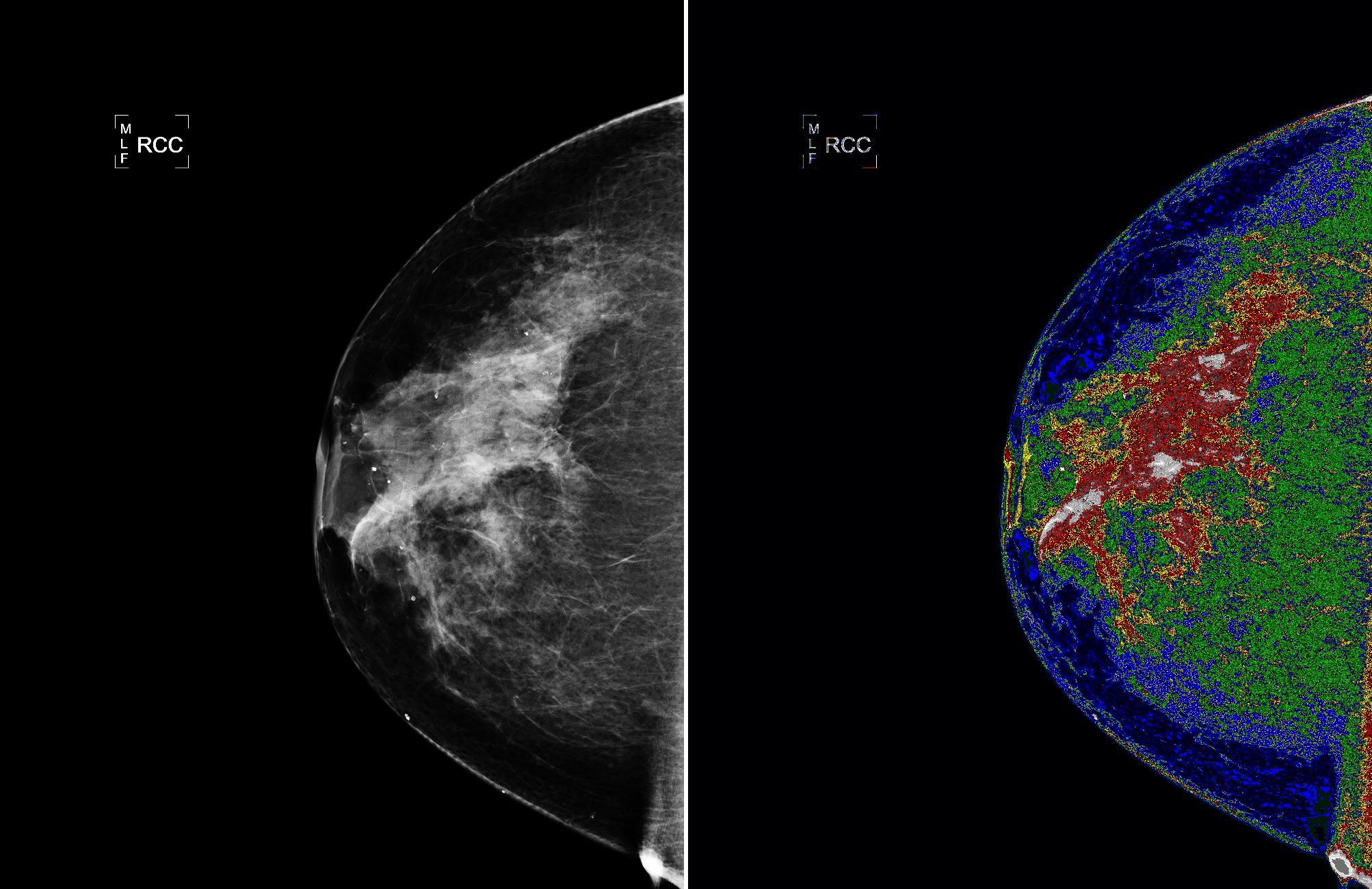
Ліве зображення показує оригінальну мамографію перед обробкою MED-SEG. Зображення праворуч, з поміченою ОІ(білим), показує мамографію після обробки MED-SEG.

Медичні стандарти візуалізації, такі як DICOM містять загальні та специфічні для дослідження механізми для підтримки різних сценаріїв використання.

### Для DICOM зображень (два або більше вимірювань)
- в графічні та текстові дані може відбутися у межах нормального діапазону значень пікселів (наприклад, як максимальне значення білого) (застаріле);
- Растрова накладка графіки та текст, можуть бути присутніми у невикористовуваних старших бітах даних пікселя або в окремих атрибутах (застаріле);
- Векторна графіка кодується в окреме зображення атрибутів у вигляді кривих (застаріле);
- Неструктуровані векторна графіка та текст, а також растрова накладка графіки можуть бути закодовані в окремий об'єкт та стверджують, що подання посилається на об'єкт зображення, до якого він має бути застосований;
- Структуровані дані можуть бути закодовані в окремий об'єкт, як структурований звіт у вигляді дерева пар ім'я-значення, кодованих або текстових концепцій, можливо, пов'язаних з отриманням кількісної інформації, що може посилатися на просторові і/або часові координати, щоб повернути посилання на об'єкти зображення, до якого вони належать;
- Посилання місця можуть бути закодовані як фідукальні, у вигляді просторових координат з відповідною кодованою метою, або як координати пікселів з посиланням на конкретні зображення, або як координати в імені пацієнта-відносно декартового 3D простору;
- Пікселі (можливо несуміжні), можуть бути класифіковані на сегменти, закодовані у об'єкти сегментації, або як бінарні чи ймовірнісні значення у растрі (який не повинен мати ту ж просторову вибірку або ступінь, як зображення, з якого була отримана сегментація); вони, зазвичай, посилаються на інші об'єкти, що містять структуровані дані (структуровані звіти).

### Для DICOM променевої терапії
- контури об'єктів можуть бути визначені як структура наборів, або як координати пікселів з посиланням на конкретні зображення, або як координати в імені пацієнта по відношенню 3D простору в декартовій системі (вони також використовуються для не-RT додатків).

### Засновані на часі сигнали Для DICOM
- Анотації можуть бути закодовані в окремий атрибут, можуть бути вибирані кілька точкок часу або діапазон моментів часу, чи обсяг вибірки, або певний час;
- Структуровані дані можуть бути закодовані в окремий об'єкт, такий як структурований звіт у формі дерева пар ім'я-значення кодованих або текстових понятть, можливо, пов'язаних з отриманою кількісною інформацією опорної тимчасової координати, що, в свою чергу посилається на форму хвилі об'єкта, на які вони поширюються.

Клінічний архітектурний документ також має підмножину механізмів, аналогічних (та призначених, щоб бути сумісними) DICOM для посилань, пов'язаних із зображенням просторових координат, як спостережень; це дозволяє створити коло, еліпс, або точки, які будуть визначені як цілі піксельні - відносні координати з посиланням на зовнішній об'єкт зображення мультимедіа, який може мати споживчий, а не лікарський формат зображень (наприклад, GIF, PNG або JPEG).

## Системи аналізу документів
в Optical Character Recognition (OCR) і документі аналізу макету сторінки, ОІ ієрархічно охоплює сторінки, текст або графічні блоки, до окремих зображень лінії смуги, слова та характеру зображення. Стандартом де-факто в архівах та бібліотеках є пара {image_file, xml_file}, зазвичай, у формі *.tif файлу і його супроводжуючого *.xml файлу.

## Інші програми 2D
Що стосується не медичних стандартів, то, на додаток до чисто мовної розмітки графіки (такі як PostScript або у форматі PDF), і векторної графіки (такі як SVG) і 3D (такі як VRML) формату файлів, які широко доступні, і які не несуть ніякої специфічної семантики OI, деякі стандарти, такі як JPEG 2000 спеціально розроблені, щоб забезпечити механізми для позначення та/або стискання в різних ступенях точності, які називаються ОІ.